# Tomica i čarobna željeznica
Tomica i čarobna željeznica (eng. Thomas and the Magic Railroad) je britanski-američki fantastični film redatelja Britt Allcroft iz 2000. godine i ujedno deveti dio filmskog serijala Tomica i prijatelji.

## Glavne uloge
- Peter Fonda
- Mara Wilson
- Alec Baldwin
- Didi Conn
- Russell Means
- Cody McMains
- Michael E. Rodgers

## Vanjske poveznice
- Tomica i čarobna željeznica na Internet Movie Databaseu (engl.)